# Мармарика
Мармарика (др.-греч. ἡ Μαρμαρική, лат. Marmarica) — историческая область в Северной Африке. Располагается между дельтой Нила и Киренаикой, на юге ограничивается условной линией от Авгильского (совр. Джалу) до Аммонского (совр. Сива) оазисов. В прошлом называлась также Ливия, Безводная Ливия, Нижняя Ливия.
Область лежит своей западной частью на северо-востоке современного государства Ливия, а восточной частью — на северо-западе современного Египта.
Период употребления топонима — с эпохи Поздней Античности по наши дни.
В древности эта территория состояла из Ливии, иначе Ливийского нома (восточная часть), и собственно Мармарики (западная часть), иногда эти области не объединялись и упоминались отдельно. Большинство географов относили всю Мармарику к области Киренаика, но фактически территория чаще контролировалась Египтом или его покорителями.
Примерная площадь — 200 000 км².

## Этимология названия
Называть область Мармарикой стали римляне, вероятно, начиная с периода поздней античности по имени обитавшего там племени мармаридов, которые часто противостояли им в войнах.

## История
- древняя история региона — см. Древняя Ливия.
- I в. до н. э. — IV в. н. э. — эта область находится под властью Римской империи и её начинают именовать — Мармарика. Входила в провинцию Египет, а после проведения реформ административного деления, на её территории была образована провинция Нижняя Ливия в составе диоцеза Восток, а позже диоцеза Египет, который входил в префектуру Восток.
- 395 г. — при разделения Римской империи на Западную и Восточную, осталась существовать как провинция Нижняя Ливия в Восточной Римской империи.
- кон. VI в. — вошла в Египетский экзархат (новая форма административного управления в Византийской империи).
- нач. VII в. — персидское государство Сасанидов захватило власть в регионе, покорив соседний Египет, и вслед за ними на Египет, а затем и Ливию накатилась волна арабского завоевания.
- история региона с VII в. — см. Ливия и Египет (современные государства).

## География и природные условия

### Современное положение
Западная часть Мармарики находилась на северо-востоке территории, соответствующей современному государству Ливия (муниципалитеты Эль-Бутнан, частично Эль-Вахат и Адждабия), а восточная часть Мармарики соответствует северо-западу современного Египта (северо-запад мухафазы Матрух).

### Береговая линия
Страну омывает Ливийское море (лат. Libycum mare) — это название неофициально употребляется до наших дней. Но Ливийское море, простирающееся от залива Большой Сирт до острова Крит, где-то в районе Мармарики имеет условную границу с Египетским морем (лат. Aegyptium pelagus), что позволяет некоторым античным авторам утверждать что страна омывается Египетским морем. Страбон определял длину береговой линии Мармарики в 2200 стадий (около 400 км) и так её описывал: «[…] плавание вдоль побережья вовсе не является лёгким, ибо здесь мало гаваней, якорных стоянок, поселений и водоёмов».
Упоминаются небольшие острова у берегов: Афродисиада и Платея.

### Рельеф
Низкие голые цепи скал — Ливийские горы (др.-греч. τò Λιβυκòν 'όρoς, лат. Libyci montes, современный хребет Джебель-Сильфили), которые с запада окаймляют долину реки Нил в Египте, постепенно переходят в низменную гряду утёсов, соединяющуюся к северо-западу с плоскогорьем Барка в Киренаике. В треугольнике между этой грядой (горы Баскиса), побережьем и дельтой реки Нил лежит Ливийское плато, на котором и находилась большая часть территории Мармарики. Высоты плато — 300–600 м.
На юго-востоке — гора Асиф, а за границами региона, немного южнее гор Баскиса, небольшие утёсы — горы Анагомбра.
Плодородное побережье не сильно отличается от подобных мест Средиземноморья, а во внутренних районах страны господствуют сухие, плоские равнины, переходящие в бесплодную Ливийскую пустыню. Песчаные гряды длиной в десятки и сотни километров достигают высоты 300 м.
В пустыне во впадинах плато находятся участки плодородной почвы — оазисы. Так, на юго-западе Мармарика соприкасалась с оазисом Авгила, а на юго-востоке с оазисом Аммоний (τον Άμμώνιον). Авгила находится в 4 днях пути к востоку от залива Большой Сирт, обычно он был необитаем, но на время сбора урожая фиников сюда приходили кочевники. Район оазиса упоминается как довольно плодородный:

«[…] Эта местность похожа на Аммоний: тут заросли пальм и обилие воды; простирается она над Киренаикой по направлению к югу и на расстоянии до 100 стадий богата деревьями, до 100 других стадий имеет только посевы, хотя из-за сухости не производит риса. Над этой страной находится область, производящая сильфий; затем идёт ненаселённая область […]»— Страбон (География. Книга XVII.)
В 10 днях пути к востоку от Авгилы, в 5 днях к югу от побережья и 12 днях к западу от города Мемфиса находился оазис Аммоний. Имел в длину 40 стадий (около 7,5 км) и столько же в ширину, был плодороден, богат деревьями (пальмы), источниками воды и соляными залежами. Этот оазис был постоянно обитаем (в некоторые периоды здесь даже существовало самостоятельное государство).
Оазис Авгила античные авторы относили к Мармарике (хотя территориально большая его часть лежала в Киренаике), оазис Аммоний считался отдельной областью.

### Климат
Сейчас этот регион — песчаная степь с узкой полоской возделываемых земель вдоль моря. В древности, вероятно, природные условия были мягче и полоса плодородной земли значительно шире.
На побережье один из типов субтропического климата — средиземноморский климат, точнее, его континентальная разновидность, характерная для стран восточного и южного Средиземноморья — с уменьшенным количеством осадков (до 100—200 мм в год). Здесь снимают по несколько урожаев в год, которые напрямую зависят от зимних дождей (при благоприятных обстоятельствах среднегодовой уровень осадков доходит до 400 мм и выше). Средние температуры самого холодного месяца (январь) +11 — +12 °C, самого тёплого (июль) +27 — +29 °C .
Климат внутри страны ярко выраженный пустынный (тропический сухой климат) — сухо и жарко. Для него характерны резкие суточные и сезонные колебания температуры. Средние температуры самого холодного месяца (январь) +15 — +18 °C, самого тёплого (июль) +32 — +35 °C. В глубине пустыни осадков иногда не бывает по несколько лет. Из внутренних областей пустыня постепенно наступает на побережье. Процесс опустынивания страны начался в глубокой древности — исчезала североафриканская саванна, мигрировало население и изменялись формы хозяйствования.
Часты пылевые (песчаные) бури. При южном ветре «гибли» температура повышается иногда до +50 °C (зарегистрированный рекорд +57,8 °C), а влажность падает ниже 15 % (дует от одного до четырёх дней весной и осенью). Более продолжительным (около 50 дней, начиная весной) является ещё один южный ветер — «хамсин»..

### Внутренние воды
Гидроресурсы как в древности, так и в настоящее время крайне скудны: крупных рек нет, небольшое количество маленьких рек (например, упоминаемая река на побережье в местности Азирида ), некоторые из которых сезонно пересыхающие (их долины сейчас называются вади). Имеются запасы грунтовых вод. В оазисах они расположены близко к поверхности и, благодаря им там имеются источники и мелкие озёра.(напр. озеро Клеарт  в Авгиле).

### Животный и растительный мир
Фауна региона относится к зоогеографической Средиземноморской подобласти с африканскими элементами и ничем не выделяется (в основном, различные виды змей и ящериц). Некоторые животные, упомянутые Геродотом (История. Книга IV.) при описании Ливии (точнее, Северной Африки) и некоторыми другими авторами:
- вид антилопы орикс белый, у древних — «ория» (др.-греч. Ὄρυες), из рогов которых делали изогнутые грифы для лир[3].
- муфлон, у древних — «дикий баран», в настоящее время в Ливии не встречается.
- жираф, у древних — «диктии» (др.-греч. διχτυς «сетчатое животное»), в настоящее время в Северной Африке не встречается.
- панцирный крокодил, у древних — «сухопутный крокодил», в настоящее время в Северной Африке не встречается.
- страус, у древних римлян — «заморский воробей», в настоящее время в Северной Африке не встречается.
- вымерший представитель вида очковая змея, у древних — «маленькая однорогая змея» (возможно — «кераст» или «кенхрис»).
- лев — упоминаются часто львы мармарики, по видимому их здесь обитало множество.[7], в настоящее время в Северной Африке не встречаются.

Флора побережья и оазисов в основном относится к субтропической, представлена акациями, сикоморами, тамарисками, где более влажно, произрастает маквис, имеются рощи кедров. Растения, игравшие роль в хозяйстве древнего населения — это плодоносящие:
- финиковая пальма
- маслина

Далее, на границе с пустыней, полоса жёстких низкорослых трав, полыни и здесь же произрастало самое известное растение региона:
- сильфий (др.-греч. σίλφιον) — кустарник семейства зонтичных, игравший большую роль в экспорте из Мармарики в античные государства Средиземноморья. Этот вид растений вымер в I веке н. э. Территория, где произрастал сильфий, располагалась, по сообщению Страбона, южнее оазиса Авгила и была узкая (300 стадий, то есть около 55 км) и довольно вытянутая с востока на запад (1000 стадий, то есть около 180 км)[2]. По сообщению Геродота он произрастал от островка Платеи (находящегося у берега Мармарики) до побережья залива Большой Сирт на юге Киренаики[3].

В пустыне на огромных пространствах растительности нет, редко встречаются пятна лишайников, солянки и сухолюбивых колючих растений.

## Население

### Племена и народы
| Название                                                                                       | Ареал проживания |
| ---------------------------------------------------------------------------------------------- | --- |
| адирмахиды (др.-греч. Άδυρμαχίδαι, лат. Adyrmachidae)                                          | прибрежные области Ливийского нома, от Египта до гавани Плин. По другим данным, (возможно просто позже) между ними и морем ещё жили небольшие племена: зигриты, хаттаны/хартаны, зигейсы, потом южнее племена бузейсы и огдемы, и только потом адирмахиды. |
| гилигаммы (др.-греч. Γιλιγάμμαι, Giligammae)                                                   | прибрежные области западнее адирмахидов, до острова Афродисиада. |
| насамоны (др.-греч. Νασαμω̃νες, Nasamones)                                                      | в глубине страны наполовину в Мармарике, наполовину в Киренаике, расселяясь на западе до побережья залива Большой Сирт, летом оставляли свой скот на морском побережье (в Киренаике) и уходили на сбор фиников вглубь страны (в Мармарику).                |
| авгилы (Augilai) (одно из насамонских племён)                                                  | в глубине страны, большей частью в Киренаике, в период созревания фиников откочёвывали в оазис Авгила. |
| мармариды (возможно, собирательное название оттеснённых от побережья адирмахидов и гилигаммов) | восточнее насамонов, от Киренаики до Аммония. |
| греки ферейцы                                                                                  | остров Платея, гавань Менелая и местность Азирида, где основали свой город(Палинур). |

### Границы, соседи
Западная граница (с областью Киренаикой):
1) по Клавдию Птоломею: «Мармарика […] ограничиваются с запада Киренаикой по линии, проходящей через город Дарнис, и частью Внутренней Ливии на самый юг […]»
2) чаще границу помещали немного восточнее
Восточная граница (с Египтом):
1) по Клавдию Птоломею до мыса Главкон 
2) до города Апис
На севере:
ограничена Ливийским морем (у других авторов Египетским морем). Клавдий Птоломей утверждает, что севернее области Мармарика обитают ливиархи, анериты/анерейты, бассахиты, возможно, просто имея в виду племена её северных областей между гилигаммами и побережьем, или эти племена тождественны гилигаммам. Возможно, он локализует Мармарику немного вглубь от побережья.
Южная граница:
 здесь Мармарика ограничивалась условной линией от Авгильского (совр. Джалу) до Аммонского (совр. Сива) оазисов, в которых находились области Авгилия (иногда относящаяся к Мармарике, иногда к Киренаике) и Аммоний (самостоятельное государство). На юго-западе (в Авгилии) начинались кочевья насамонов, и одного из их племён — авгилов.

## Интересные факты
- Христофор — святой мученик, почитаемый Католической и Православной церквями, был выходцем из Мармарики.
- на рубеже III-IV веков в римской армии существовало подразделение — Numerus Marmaritarum (римская когорта Cohors III Valeria Marmaritarum)[8] возможно сформированное из Мармаритов/Мармаридов (выходцев из области Мармарика или представителей берберского племени).
- Христианская традиция говорит о смерти (или погребении) в Мармарике Иакова Алфеева — апостола Иисуса Христа. Также существуют упоминания о погребении здесь другого апостола — Иакова Заведеева, но это менее вероятно, поскольку Апостол Иаков Зеведеев был казнён Иродом в Иудее ещё в 44 году;[9] вероятная причина появления таких сведений – смешение в христианской литературе Средневековья трёх апостолов по имени Иаков.
- Епископ Мармарики Феон, был изгнан Константином I вместе с Арием, во время борьбы со схизмой арианства.
- Название «Мармарика» было дано итальянскому армейскому корпусу немецко-итальянской танковой армии в январе 1942 года.

## Справочная информация
Гавани, мысы, города и поселения Мармарики, указанные во II в. н. э. Клавдием Птоломеем (География. Книга IV. Глава 5) а также некоторыми другими античными авторами (Геродот, Страбон):
Поселения побережья западной Мармарики (собственно Мармарики) с запада на восток:
| названия | упоминания в истории |
| --- | --- |
| - город Дарнис/Дарданис (лат. Darnis) вероятно, западнее современного города Тобрук | - по Клавдию Птоломею здесь проходила граница Киренаики и Мармарики. |
| - селение Аксилис/Азилис - мыс и гавань Большой Херсонес (от др.греч. χερρόνησος — полуостров, лат. Chersonesus Magna) - гавань Фтия - остров Платея (лат. Platea) напротив местности Азирида (у Клавдия Птоломея не упоминается) | - Большой Херсонес — «Мыс этот лежит против Кикла на Крите, на расстоянии переезда в 1500 стадий при юго-западном ветре» - о-в Платея («равен величиной нынешнему [ V в. до н. э.] городу Кирене»). На нём 2 года жили греческие (ферейские) колонисты, до основания Кирены (кон. VII в. до н. э.), потом переселившиеся на материк в Азириду.                                                                            |
| - местность Азирида — «с двух сторон она окаймлена прекрасными лесными долинами, а вдоль третьей протекает река»(у Клавдия Птоломея не упоминается) - гавань, мыс, селение (позже город) Палиур (лат. Paliurus) (назван в честь мифологического персонажа Палинура, или по названию крушиновидного тёрна (лат. Rhamnus paliurus))                                                                                | - в Азириде 6 лет жили греческие (ферейские) колонисты, до основания Кирены (кон. VII в. до н. э.), потом переселившиеся западнее и основавшие Кирену. - упоминается у Страбона: «Далее идут какое-то святилище Геракла, а над ним селение Палиур» |
| - гавань Батрах (букв. «гавань лягушки») - гавань Петрас Малый (букв. «гавань малого камня») | |
| - гавань и город Антипирг/Антипиргус — греческая колония на месте современного города Тобрука | |
| - гавань Скитраний - мыс Катеоний - гавань Менелай/Менелаос (др.-греч. Μενέλαος, лат. Menelaus Portus) (названа в честь героя гомеровского эпоса «Илиада» — Менелая ) у Клавдия Птоломея упоминается только селение внутри страны, но о гавани есть много свидетельств у Плутарха и Страбона, позже встречается в древних атласах и картах - мыс Арданис - гавань Петрас Большой (букв. «гавань большого камня») | - о гавани Менелай Плутарх сообщает, что здесь умер спартанский царь Агесилай (IV в. до н. э.) и говорит о местности, как о «пустынной» . - Арданис упоминается у Страбона: «[…] низкий мыс с якорной стоянкой» - возможно это о Петрасе Большом у Страбона — «[…] потом следует большая гавань, против которой расположен Херсонес на Крите; расстояние между двумя этими пунктами составляет около 3000 [2000 ] стадий» |

Поселения побережья восточной Мармарики (Ливии/Ливийского нома) с запада на восток:
| названия | упоминания в истории                                                                 |
| --- | ------------------------------------------------------------------------------------ |
| - гавань Панорм - выход к берегу возвышенности — плоскогорья Большой Катабатм (лат.Catabathmus Magnus) (букв. «большой склон») - гавань Энесисфира - селение Зигрис - селение Хетая - селение Загилис - гавань Селинус - селение Трисарху                                             |                                                                                      |
| - город Апис |                                                                                      |
| - город и гавань Паретоний (назван по замечанию Александра Македонского своему лучнику, не попавшему в оленя, когда войско отдыхало здесь — «Эх ты, недотянул…», происходит от глагола παρατεινω — «натягивать» ) (современный Эль-Беретун около Мерса-Матруха)                       | - «город и большая гавань около 40 стадий [7 км] в окружности»                       |
| - мыс Питис - гавань Греас Гони (букв. «колено старухи») - гавань Гизис/Зигис - полуостров Левке - мыс Гермея - гавань Фойникус - селение Антифра - мыс Деррис (название дано «по чёрной скале вблизи от неё, похожей на шкуру») - гавань Левкаспис (букв. «белый щит») - мыс Главкон | - о полуострове Левке Страбон пишет: «мыс из белой земли, так называемый Левке Акта» |

Внутренние поселения западной Мармарики (собственно Мармарики):
| названия |
| --- |
| - селение Левкое - селение Бокхирис/Мокхирис - селение Левкай Каминой (букв. «белые печи») - селение Менелай - селение Гафара - селение Масухис - селение Масадалис - селение Абатуба - селение Левкай напай (букв. «белые ущелья») - селение Такафорис/Такафурис - селение Диоскорон/Диоскорион (букв. «отроки Зевса», «Диоскуры») - селение Миго - селение Сарагина - селение Ало - селение Мазакила/Мазакула - селение Билла |

Внутренние поселения восточной Мармарики (Ливии/Ливийского нома):
| названия |
| --- |
| - селение Тахорса - селение Азикис - селение Немесий - селение Тисарху/Трисарху - селение Филон - селение Софанус - селение Библиафорий - селение Скопе - селение Каллий - селение Лаодамантий - селение Малый Катабатм - селение Педония - селение Пнигеус - селение Главкон - селение Туккитора - селение Танутис - селение Педноп - селение Климакс - селение Сироп - селение Мареотис |